# Parc national De Groote Peel
Le parc national De Groote Peel (en néerlandais Nationaal Park De Groote Peel) est une ancienne tourbière, reconnue en tant que zone humide, remarquable par sa tranquillité et par la qualité exceptionnelle de sa nature. Le statut de parc national des Pays-Bas lui est accordé en 1993, sur une surface de 1 500 hectares (15 km²), localisée à cheval entre les provinces du Brabant-Septentrional et du Limbourg.

## Géographie et habitat
La variété de ses paysages, son calme et ses grandes étendues d'eau attirent de nombreux oiseaux aquatiques ainsi que des renards, des chevreuils, des crapauds, des lézards et quantité d'insectes.
C'est l'une des régions d'Europe occidentale qui abrite le plus d'oiseaux. Des grèbes à cou noir y résident. À l'automne, les oiseaux migrateurs en font un lieu d'étape vers le Sud, et au printemps, 95 espèces environ viennent y couver comme le gorge bleue, la mouette rieuse, le traquet pâtre. Parfois des grues cendrées migrent en octobre ou novembre.
Les cicatrices laissées par la formation de la tourbe confèrent une dimension historique intéressante à la région. Elles ont également contribué à la diversité de ce paysage composé d'eau, de marais, de tourbières de landes et de petites zones forestières. 
Parmi les plantes particulières poussant ici, on compte la droséra à feuilles rondes qui capture les insectes par les tentacules collantes se trouvant sur ses feuilles, la Rhynchospora alba, la bruyère, la callune et la Canneberge.
Le parc est également un site Ramsar depuis 1980 pour l'importance de ses zones humides.

## Galerie

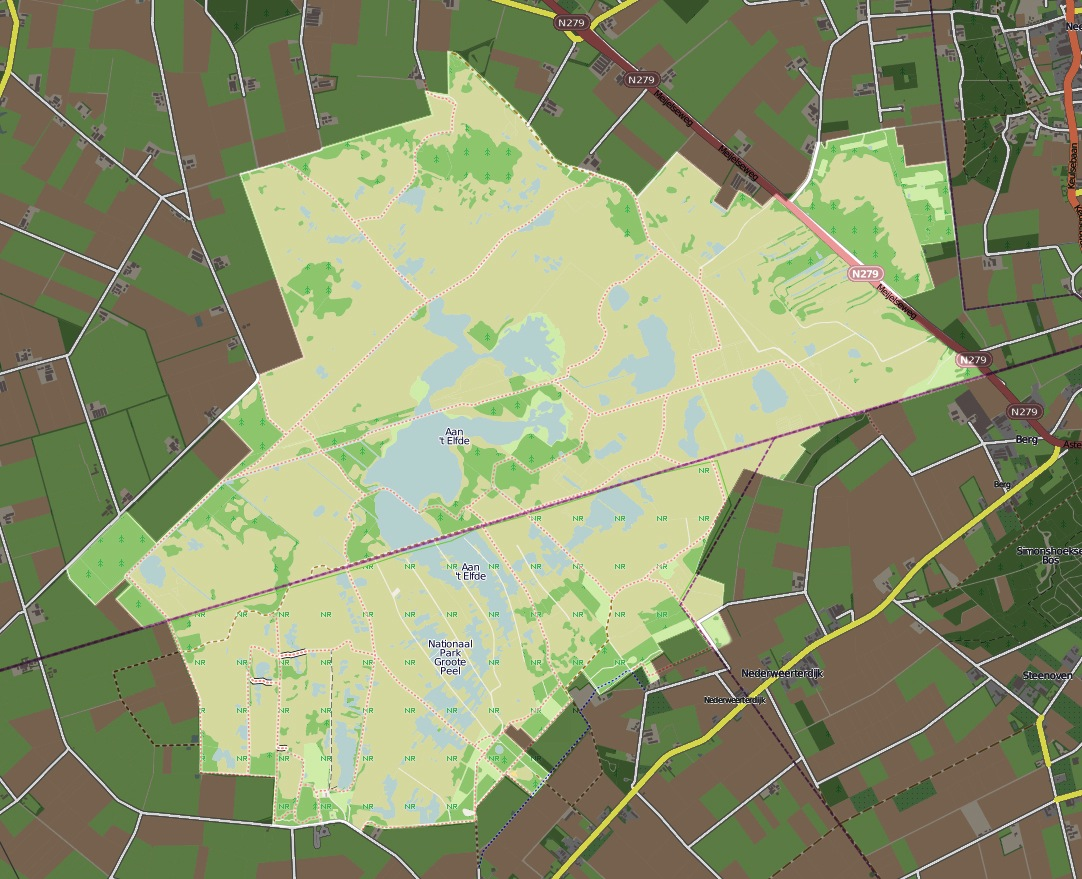
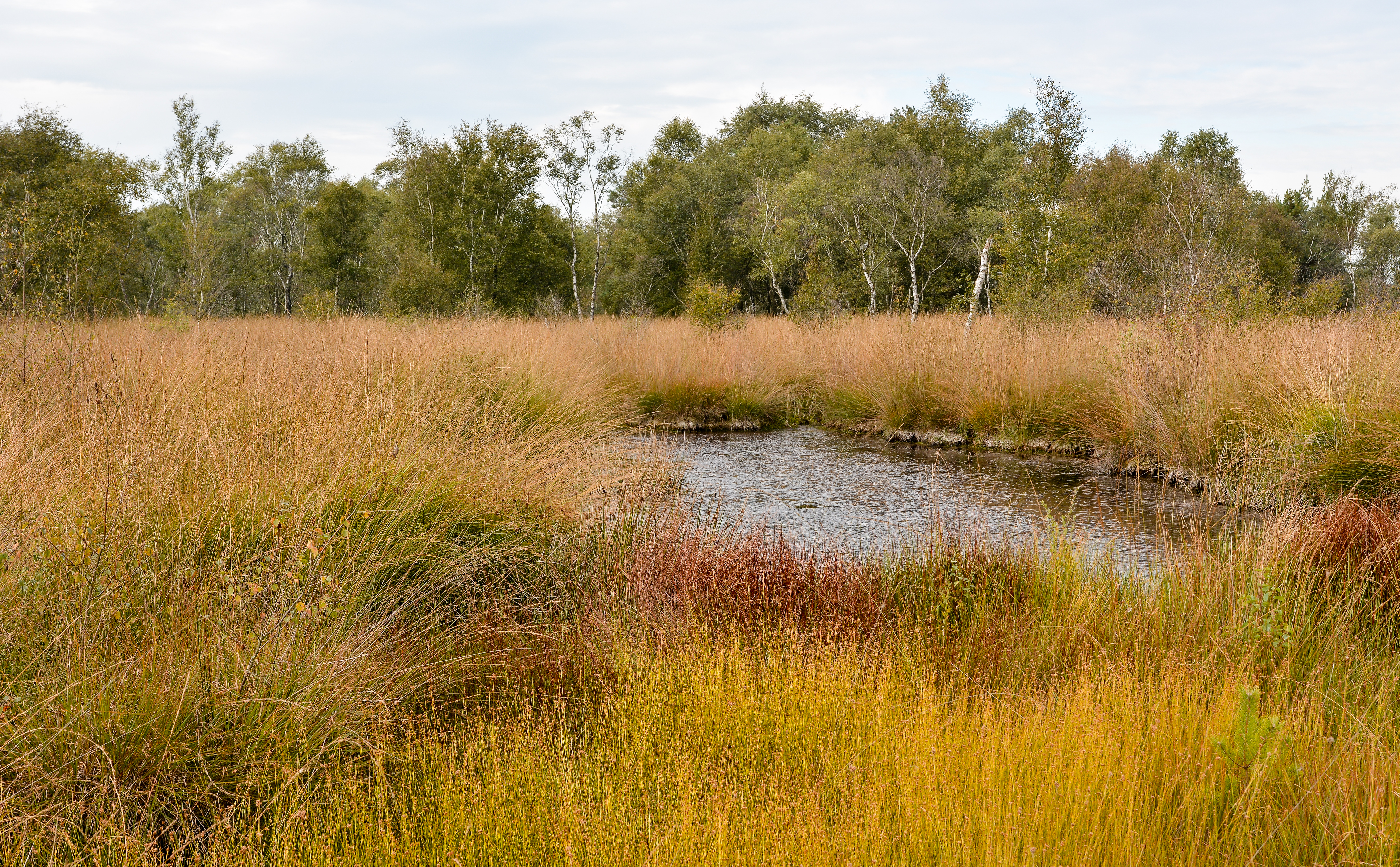
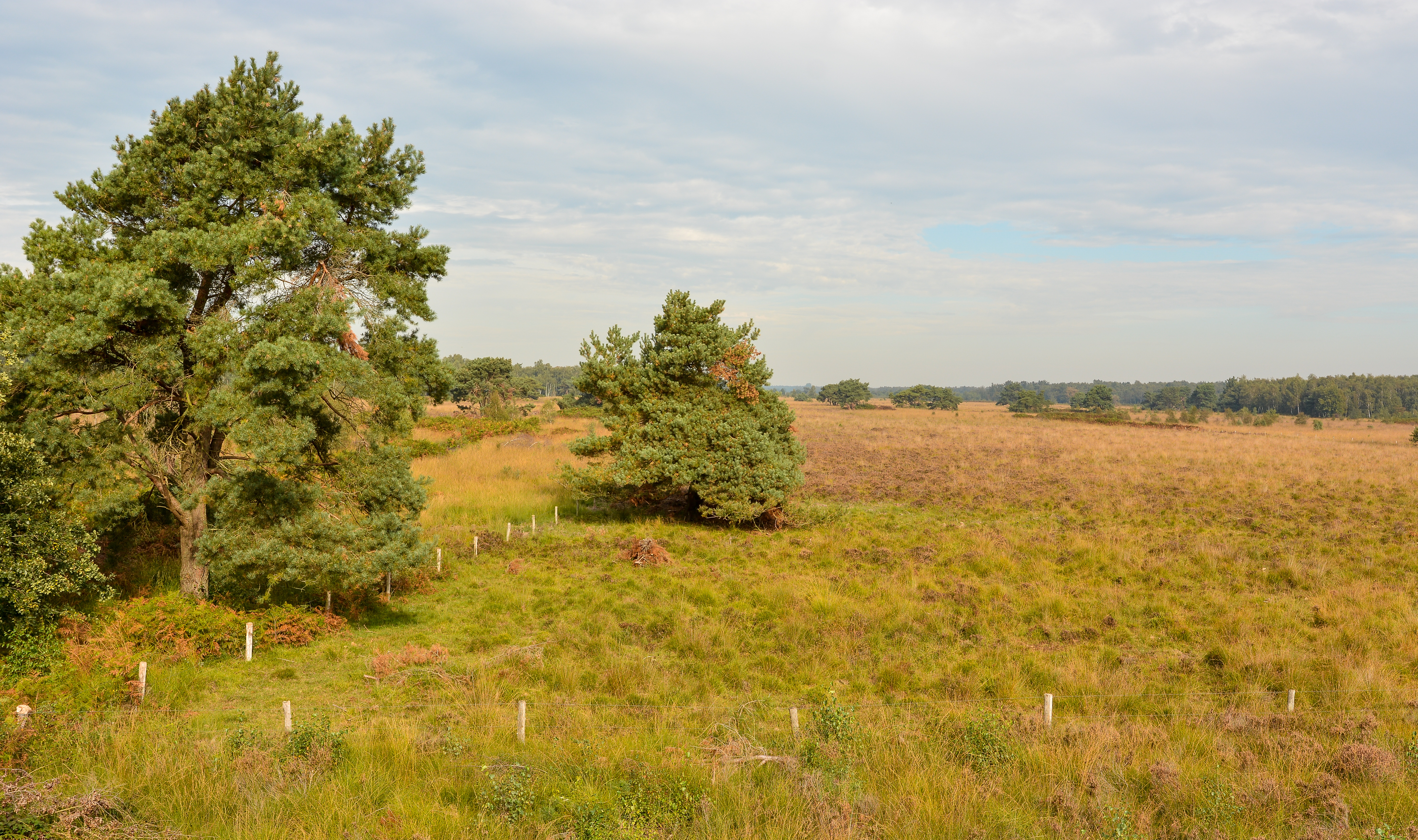
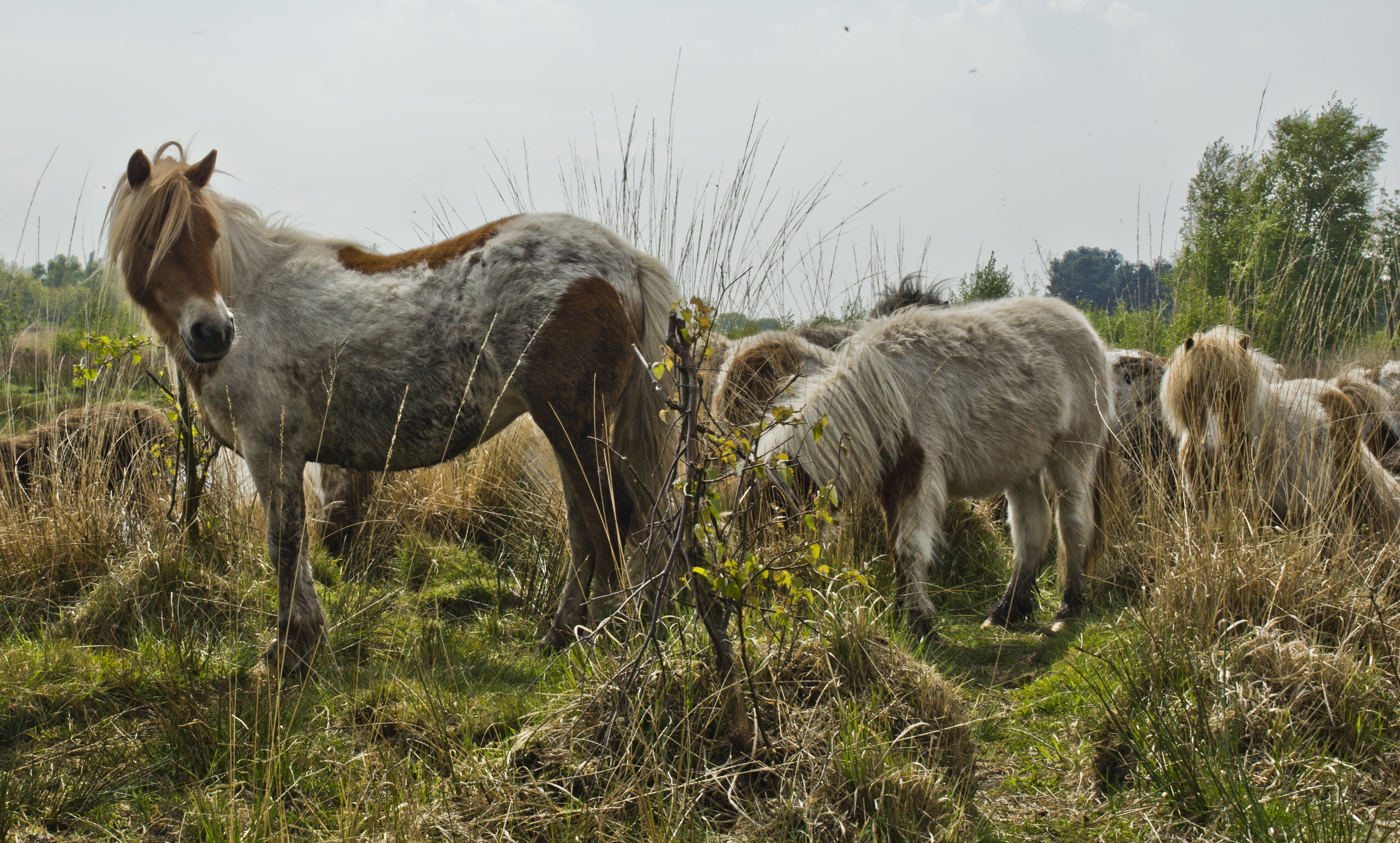
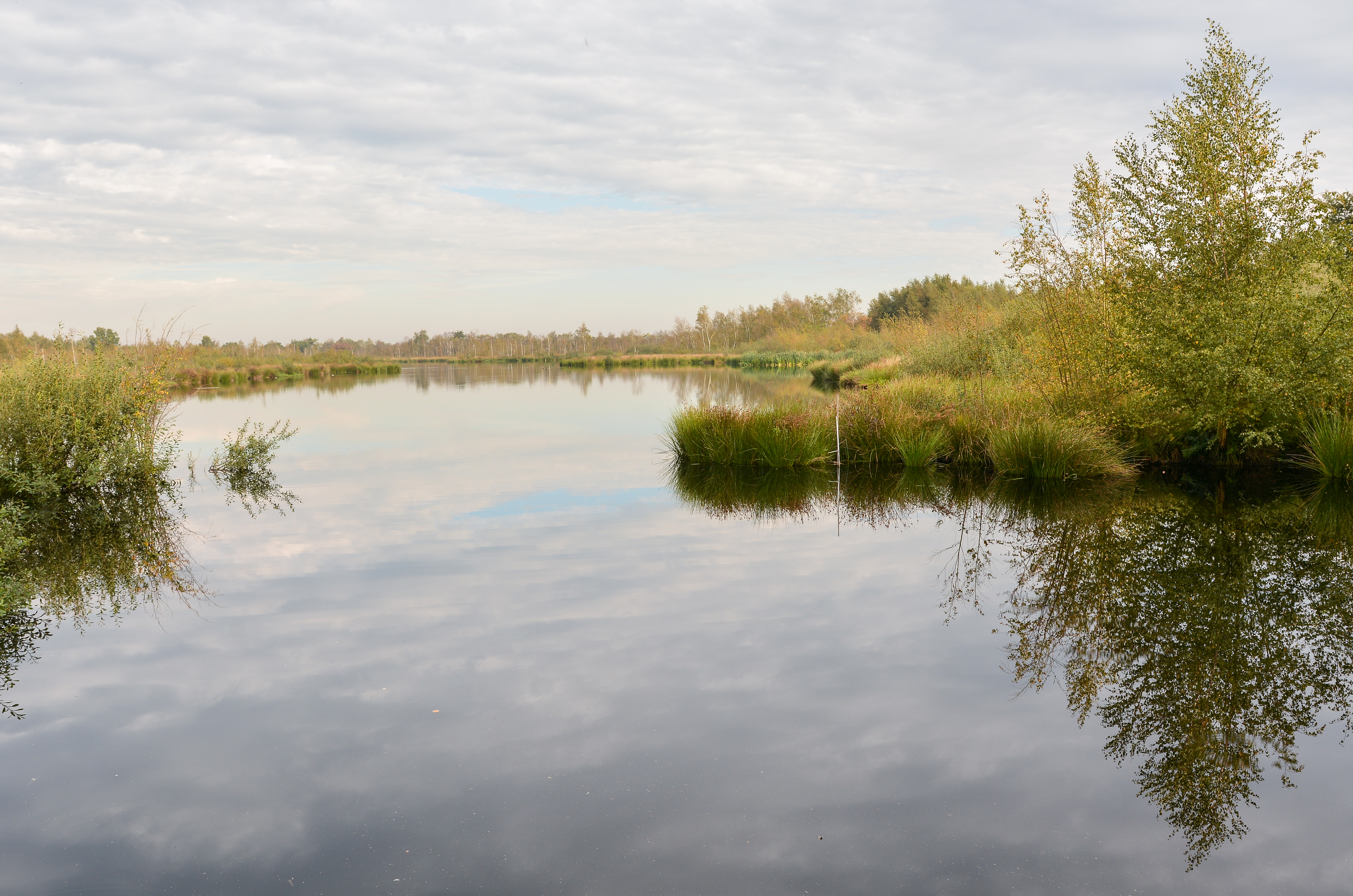